# Hannes Kartnig

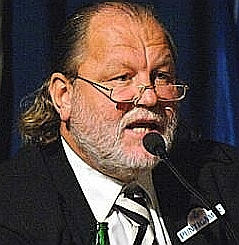
Hannes Kartnig (2006)

Hannes Kartnig (* 27. Oktober 1951 in Gleisdorf) ist ein österreichischer Unternehmer und ehemaliger Sportfunktionär. Er war 1992 bis 2006 Präsident des steirischen Fußballvereins SK Sturm Graz. Kartnig ist Besitzer und Geschäftsführer der Werbeagentur Kartnigs Perspektiven.

## Biographie
Der in Gleisdorf geborene und aufgewachsene Hannes Kartnig besuchte Volksschule und Hauptschule. Danach machte er eine Goldschmied-Lehre.
1971 gründete er seine erste Firma namens Kartnig-Werbung, mit der er jedoch bald in Konkurs ging. Einige Zeit danach gründete er seine zweite Firma, die heute noch existente Kartnigs Perspektiven Ankündigungs GmbH. Dieses in Graz ansässige Unternehmen hat einen Jahresumsatz von etwa 5 Mio. €.
Hannes Kartnig ist seit 10. Oktober 2003 in zweiter Ehe mit der Lehrerin Claudia Pendl (geborene Englert) verheiratet und hat einen Sohn aus einer früheren Beziehung.
Ehefrau Claudia Kartnig hat "vor Weihnachten (2023)" Hannes Kartnig über ihren Rechtsanwalt den Scheidungswunsch vorgelegt und am 23. Februar 2024 öffentlich gemacht. Sie gibt an, ihren Mann in schwierigen Zeiten unterstützt zu haben und strebt eine einvernehmliche Scheidung an.

## Karriere als Sportfunktionär

### Präsident des EC Graz
Kartnig übernahm 1989 das Präsidentenamt beim Eishockeyklub EC Graz. Bald darauf hatten die Grazer das höchste Budget der Liga und wohl auch den teuersten und besten Kader. Trotzdem blieb ihm und den Grazern der Meistertitel versagt, die Grazer konnten nur dreimal (1991/92, 1992/93, 1993/94) in Serie den Vizemeistertitel gewinnen. Der schwedische Startrainer Claes Wallin, welcher die Grazer zum Meistertitel führen sollte, sprang nach wenigen Monaten wegen privater Probleme wieder ab. Der EC Graz ging in Konkurs. 1999 formierte sich in Graz ein neuer Verein, die Graz 99ers.

### Präsident von Sturm Graz
1992 übernahm Kartnig außerdem das Präsidentenamt beim SK Sturm Graz. Dies macht ihn zum ersten Doppelpräsidenten Österreichs. Unter Kartnigs Präsidentschaft erreichte Sturm zwei Meistertitel (1997/98 und 1998/99), 3 Cupsiege sowie drei Teilnahmen an der Champions League. Dazu erreichte die Mannschaft in der Saison 2000/01 in der Champions League als Gruppensieger vor Galatasaray Istanbul, Glasgow Rangers und AS Monaco die Zwischenrunde.
Danach blieben weitere sportliche Erfolge aus und Sturm Graz hatte finanzielle Probleme. Deshalb gab Kartnig im Herbst 2006 an, als Präsident zurücktreten zu wollen, blieb aber doch beim Verein, nachdem der designierte Nachfolger Carlo Platzer seine Kandidatur zurückgezogen hatte. Kartnig wurde im April 2006 als Präsident bis 2010 wiedergewählt, bereits im November 2006 trat er, trotz langer Gegenwehr seinerseits, nach 14 Jahren an der Spitze des SK Sturm Graz zurück. Dies rettete dem Verein schlussendlich (im Gegensatz zum EC Graz einst) das Überleben. Am 23. Oktober 2006 stellte Kartnig stellvertretend für Sturm Graz einen Konkurs- und Zwangsausgleichsantrag, welcher positiv bewertet wurde. Der Verein wurde von einer Investorengruppe übernommen, die eine Bankgarantie in Höhe von 750.000 Euro bereitstellte und den Zwangsausgleich in der Höhe von zirka 2 Millionen Euro finanzierte. Voraussetzung dafür war ein Ausscheiden Kartnigs aus sämtlichen Funktionen des Vereins, was Kartnig am 2. November 2006 akzeptierte. Sein (Kurzzeit-)Nachfolger wurde der Spediteur Hans Fedl.

## Gerichtsverfahren
Zeitgleich begann die Staatsanwaltschaft und Finanzstrafbehörde ihre Ermittlungen gegen Kartnig wegen des Verdachts der Abgabenhinterziehung, der Veruntreuung und Untreue sowie der betrügerischen Krida und der grob fahrlässigen Beeinträchtigung von Gläubigerinteressen. Am 7. Mai 2007 wurde er verhaftet und am 9. Juli 2007 gegen eine Kaution von 1,2 Mio. € wieder aus der Untersuchungshaft entlassen. Am 29. September 2007 veröffentlichte der Kurier einen Zeitungsartikel, wonach Kartnig 2005 eine Sturm-Bilanz dahingehend gefälscht haben soll, dass Sturm die Lizenz für 2006/07 erhielt. Außerdem soll Kartnig nach Medienberichten ca. 2,9 Mio. € im Casino verspielt haben. Kartnig behauptete stets, dass es sich hierbei um sein eigenes Geld und nie um Vereinsgeld gehandelt habe.
Am 17. Februar 2012 wurde er wegen schweren Betrugs, grob fahrlässiger Beeinträchtigung von Gläubigerinteressen und Steuerhinterziehung erstinstanzlich zu fünf Jahren unbedingter Haft und zur Zahlung einer Geldstrafe in der Höhe von 6,637 Millionen Euro verurteilt.
Gegen dieses Urteil legte Kartnig Berufung und Nichtigkeitsbeschwerde ein. In der Berufungsverhandlung vom 23. April 2014 wurde das Urteil auf 15 Monate unbedingter Haft und eine Geldstrafe von 5,5 Mio. € reduziert, das Verfahren wegen Betrugs am Österreichischen Fußball-Bund (ÖFB) musste allerdings wiederholt werden, wodurch sich das Strafausmaß erhöhen hätte können. Im August 2014 wurde entschieden, dass Kartnig die Haftstrafe im Hausarrest mittels einer Fußfessel verbringen könne. Im Oktober sorgte Kartnig dann für Aufsehen, als er mit der Fußfessel eine Tosca-Premiere in der Grazer Oper besuchte. Kartnig wurde daraufhin von der Strafvollzugsbehörde verwarnt, im Wiederholungsfall drohe ihm die Inhaftierung. Kartnig gab stets an, eine Genehmigung seitens Strafvollzugsbehörde erhalten zu haben. Nur wenige Tage später feierte er seinen 63. Geburtstag im Restaurant eines Wiener Luxushotels. Daraufhin wurde am 29. Oktober die Fußfessel widerrufen und Kartnig selbst wieder inhaftiert. Nachdem er etwa zwei Monate inhaftiert gewesen war, erhielt er Freigang, durfte wieder seiner beruflichen Tätigkeit nachgehen und musste nur die Nacht in Haft verweilen. In dieser Zeit durfte er allerdings nicht in seiner eigenen Firma, die mittlerweile von seinem Sohn geführt wurde, arbeiten, sondern war bei einem Partnerunternehmen tätig.
Am 12. November 2014 wurde Hannes Kartnig wegen Betrugs zu weiteren vier Jahren und einem Monat Haft verurteilt – dieses Urteil war zu diesem Zeitpunkt noch nicht rechtskräftig. Am 18. November 2014 wurde Kartnig wegen schweren Betrugs in Bezug auf die gefälschten Eintrittskartenabrechnungen zu weiteren sieben Monaten Haft verurteilt, auch dieses Urteil war zu diesem Zeitpunkt noch nicht rechtskräftig. In erster Instanz war Kartnig in diesem Verfahren ursprünglich freigesprochen worden; der Oberste Gerichtshof hob diesen Freispruch jedoch im Frühjahr 2014 auf.
Am 5. August 2015 wurde Kartnig am Oberlandesgericht Graz rechtskräftig zu drei Jahren unbedingter Haft verurteilt – das ursprüngliche Urteil war somit reduziert worden. Eine teilbedingte Haftstrafe bzw. eine Fußfessel war vom Oberlandesgericht abgelehnt worden.
Am 22. April 2016 wurde Kartnig im bereits erwähnten Verfahren wegen Betrugs des Österreichischen und des Steirischen Fußballverbands wegen schweren Betrugs für schuldig befunden. Der Schöffensenat sah jedoch von der Verhängung der zusätzlichen Strafe ab, da Kartnig bereits davor wegen schweren Betrugs zu drei Jahren Haft verurteilt worden war. Am selben Tag wurde ein mitangeklagter ehemaliger Sturm-Sekretär als Beitragstäter zu zwei Monaten bedingter Haft verurteilt – beide Urteile waren zu diesem Zeitpunkt nicht rechtskräftig. Beim Verfahren ging es um nicht korrekt abgerechnete Eintrittskarten, wodurch der ÖFB um 52.000 Euro und der StFV um 25.000 Euro geschädigt worden sein sollen. Der Verein musste bei jedem Spiel dem ÖFB 2,5 Prozent und dem StFV 2 Prozent der Einnahmen abtreten; seitens des Vereins wurde jedoch eine niedrigere Anzahl an Eintrittskarten angegeben, als tatsächlich verkauft wurde.
Am 27. September 2017 wurde Kartnig bedingt auf Probezeit aus der Haft entlassen, zuletzt hatte er, nachdem er rund eineinhalb Jahre als sogenannter Freigänger galt, kurzzeitig wieder eine Fußfessel getragen.
Nachdem der mittlerweile 66-Jährige endgültig aus der Haft entlassen worden war, musste er, da sich mittlerweile eine Schuldensumme von 8,8 Millionen Euro angehäuft hatte, im Januar 2018 Privatkonkurs anmelden. Kartnigs Passiva belief sich zu diesem Zeitpunkt auf 8,818 Millionen Euro, wobei hingegen die Aktiva bei etwa 2,2 Millionen lagen, woraus sich eine Überschuldung von rund 6,6 Millionen Euro ergab. Kartnig selbst sprach von rund fünf Millionen Euro. Im Zuge dieses Konkurses musste er unter anderem alle seine Liegenschaften verkaufen.
Bei einem Interview mit Wolfgang Fellner am 12. Februar 2020 bei Fellner! LIVE gab Kartnig an, nach der Verurteilung 2,5 Millionen Euro an die Finanz gezahlt zu haben. Das gesamte Verfahren (inklusive Anwälte) habe ihn über eine Million Euro gekostet.

## Trivia
Hannes Kartnig nahm im März 2023 mit der Profitänzerin Catharina Malek an der 15. Staffel der ORF Tanzshow Dancing Stars teil und erreichte den 9. Platz.